# Нагірянська селищна територіальна громада
Нагірянська селищна громада — територіальна громада в Україні, у Чортківському районі Тернопільської области. Адміністративний центр — с-ще Нагірянка.
Площа громади — 181,7 км², населення — 8738 осіб (2020).
Утворена 1 грудня 2020 року шляхом об'єднання Заболотівської, Капустинської, Милівецької, Мухавської, Нагірянської, Сосулівської, Староягільницької, Улашківської, Шульганівської, Ягільницької сільських рад Чортківського району.

## Населені пункти
У складі громади 1 селище (Нагірянка) і 11 сіл:
- Долина
- Заболотівка
- Капустинці
- Милівці
- Мухавка
- Сосулівка
- Стара Ягільниця
- Черкавщина
- Улашківці
- Шульганівка
- Ягільниця